# Oospila heteromorpha
Oospila heteromorpha là một loài bướm đêm trong họ Geometridae.